# Xylaria umbonata
Xylaria umbonata är en svampart som beskrevs av J.D. Rogers & Y.M. Ju 2004. Xylaria umbonata ingår i släktet Xylaria och familjen kolkärnsvampar.   Inga underarter finns listade i Catalogue of Life.